# Ahmed Rashid
Ahmed Rashid (en ourdou : احمد رشید ; né en 1948 au Pakistan à Rawalpindi) est un journaliste et auteur d'ouvrages traitant de politique, principalement à propos de l'Afghanistan, du Pakistan et l'Asie centrale.

## Vie et carrière
Ahmed Rashid est né à Rawalpindi, dans le Pendjab pakistanais, peu après l'indépendance de ce pays. Il étudie au Malvern College dans le comté de Worcestershire en Grande Bretagne, au Government College University de Lahore et à l'Université de Cambridge durant la fin des années 1960.
Après avoir obtenu son diplôme, il passe dix ans dans les collines du Baloutchistan, dans le sud-ouest du Pakistan. Il tente alors d'organiser un soulèvement contre les dictatures des militaires Ayub Khan et de Yahya Khan mais son combat prend fin après quelque temps, terminant ses jours de guérilla frustré et vaincu. Il décide alors de se consacrer à écrire à propos de son pays.

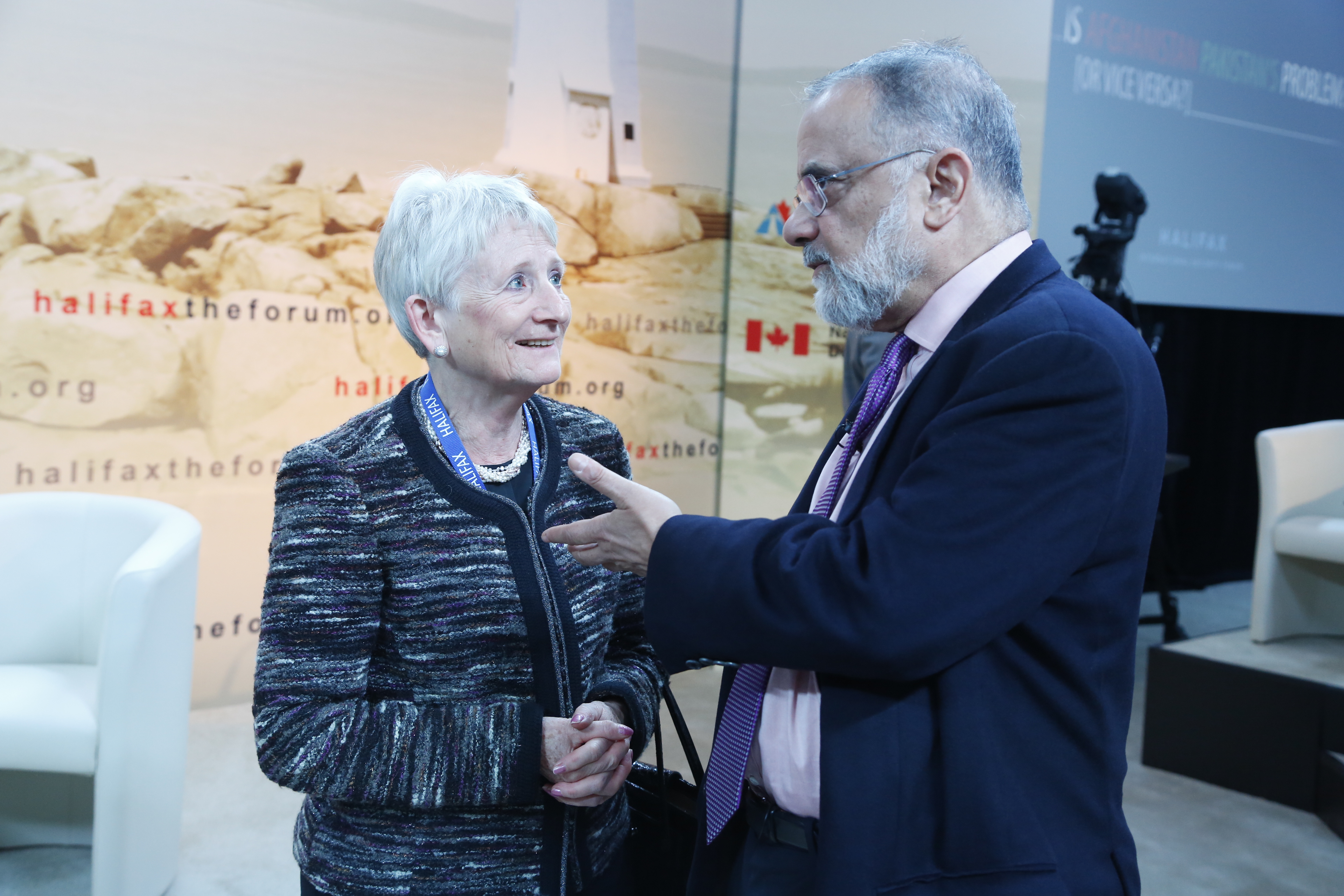
Amhed Rashid et la diplomate britannique Pauline Neville-Jones au Forum de sécurité international d'Halifax.

Il est correspondant pour le Daily Telegraph au Pakistan, en Afghanistan et en Asie centrale pendant plus de 20 ans et a également été correspondant pour l'ancien hebdomadaire Far Eastern Economic Review. Il écrit des articles pour The Wall Street Journal, The Nation, Daily Times (Pakistan) rédige des papiers pour des revues universitaire et apparaît régulièrement sur les chaînes de télévision anglophones et les réseaux de radio tels que CNN, BBC World ainsi que pour de nombreuses chaînes de télévision pakistanaises en tant qu'intervenant spécialisé dans la géopolitique asiatique.
Il est un critique vivace de l'administration Bush, principalement en ce qui concerne la guerre en Irak mais également la prétendue négligence de la question des talibans par les États-Unis. Le livre de Ahmed Rashid publié en 2000, Taliban : Militant Islam, Oil and Fundamentalism in Central Asia, a été un best-seller du New York Times pendant cinq semaines et sera traduit en 22 langues. Il s'est vendu à 1,5 million d'exemplaires depuis les attentats du 11 septembre 2001, un chiffre rare pour une presse académique". Le livre  utilisé par les analystes américains à la suite des attentats du 11 septembre afin de décrire la situation au Pakistan mais principalement en Afghanistan à la suite de l'intervention américaine. Amhed Rashid a également accusé l'ancien président George W. Bush d'avoir plagié son travail dans l'écriture de ses mémoires.
Ahmed Rashid est marié et père de deux enfants. Il vit à Lahore, au Pendjab pakistanais où il a effectué une partie de ses études.

## Œuvres notables
- The Resurgence of Central Asia: Islam or Nationalism?, St. Martin's Press (mai 1994),  (ISBN 1-85649-131-5).
- Taliban: Militant Islam, Oil and Fundamentalism in Central Asia, Yale University Press (mars 2000)  (ISBN 0-300-08340-8).
- Jihad: The Rise of Militant Islam in Central Asia, Yale University Press (25 janvier, 2002)  (ISBN 0-300-09345-4). (Hyderabad: Orient Longman, 2002)
- Descent into Chaos: The United States and the Failure of Nation Building in Pakistan, Afghanistan, and Central Asia, Viking, 2008,  (ISBN 978-0-670-01970-0).
- Taliban: The Power of Militant Islam in Afghanistan and Beyond, 2d ed, I.B. Tauris (avril 2010),  (ISBN 978-1-84885-446-8)
- Pakistan on the Brink: The Future of America, Pakistan, and Afghanistan, Viking Adult (15 mars 2012),  (ISBN 978-0-670-02346-2).

## Voir également
- Le grand jeu